# Ballophilus pedadanus
Ballophilus pedadanus är en mångfotingart som beskrevs av Chamberlin 1944. Ballophilus pedadanus ingår i släktet Ballophilus och familjen Ballophilidae. Inga underarter finns listade i Catalogue of Life.